# ذخیره‌گاه زیست‌کره کوه ریدینگ
ذخیره‌گاه زیست‌کره کوه ریدینگ (به انگلیسی: Riding Mountain Biosphere Reserve) یک ذخیره‌گاه زیست‌کره در کانادا است که در منیتوبا واقع شده‌است.